# Kecskés Tímea
Kecskés Tímea (Hatvan, 1978. március 25. – ) magyar színésznő, énekesnő, táncosnő. 

## Életpályája
1978-ban született Hatvanban. 1996-ban a miskolci Avasi Gimnáziumban érettségizett. 1998-ban végzett a Budapesti Operettszínház zenés színészképzős stúdiójában. 2001-ben színész I. minősítést kapott.
1997-2001 között az ELTE Tanítóképző Főiskolájának hallgatója volt. 2002-2005 között a Kodolányi János Főiskola kommunikáció szakát is elvégezte.
1998-2002 között szerepelt már a Madách Színházban és a Budapesti Operettszínházban. 2002-2006 között a debreceni Csokonai Színház tagja volt. 2007-től szabadúszóként játszott a Győri Nemzeti Színházban, a Pesti Magyar Színházban és a Budaörsi Játékszínben. Fontos mérföldkő volt az életében a Vámpírok bálja című előadásban kapott szerepe (Magda). 2012-től ismét rendszeresen szerepel a Madách Színház előadásaiban. Több évig dolgozott Németországban is. 2022-2025 között a Színház- és Filmművészeti Egyetem drámainstruktor szakos hallgatója.
Testvére, Kecskés Tibor "Kefír". Férje Sándor Dávid, színművész. Két gyermekük: Beni és Zsófi.

## Fontosabb színházi szerepei
A Színházi adattárban regisztrált bemutatóinak száma: 42.
- Kander-Masteroff: Kabaré[8]
- Goldoni – A Patikus: Beatrice
- Szabó Magda: Kiálts város! – Eszter
- Shaffer: Equus – Ápolónő
- Racine: Pheadra – Ismene
- Szabó Magda: Kígyómarás – Klárika
- Ibsen: Nóra – Nóra
- Szilágy-Zerkovitz: Csókos asszony – Katóka
- Barrie, – Leigh – Styne – Comden – Green: Peter Pan – Wendy
- Rice-Webber: József és a színes szélesvásznú álomkabát – Narrátor
- Carrol: Alice Csodaországban – Alice
- Cander-Ebb-Fosse: Chicago – Mona
- Steinman-Kuncze: Vámpírok bálja: Magda
- T. S. Eliot – A. L. Webber – Macskák – Victória / Lengelingéla
- Fekete-Szemenyei-Győrei-Schlachtovszky: Vuk – Íny/ Margit
- Galambos-Orosz-Szente-Szirtes: Poligamy – Adél
- Lázár Ervin: Négyszögletű Kerek Erdő – Nagy Zoárd

- Boublil-Schönberg:Les Miserables-A nyomurultak – Fantine
- Queen-Ben Eltonː We will rock you – Killer Queen
- Anderson-Ulveus-Riceː Sakk (Chess) – Svetlana Sergievsky
- Várkonyi-Miklós: Sztárcsinálók – Agrippina
- Travers-Sherman-Fellowes: Mary Poppins – Madaras asszony
- Fodor Sándor: Csipike és Kukucsi – Madár
- Thomas Mann: Mario és a varázsló – Menedzser, anya
- Derzsi György - Meskó Zsolt: A tizenötödik – Anya, Török Sophie és a Fekete angyalok
- A. W. Webber: Az operaház fantomja – Madame Giry